# Colletotrichum coccodes
Colletotrichum coccodes là một sinh vật gây bệnh cho cây, gây bệnh loét trên các cây gai dầu và cà chua và bệnh đốm đen trên khoai tây.

## Hình ảnh

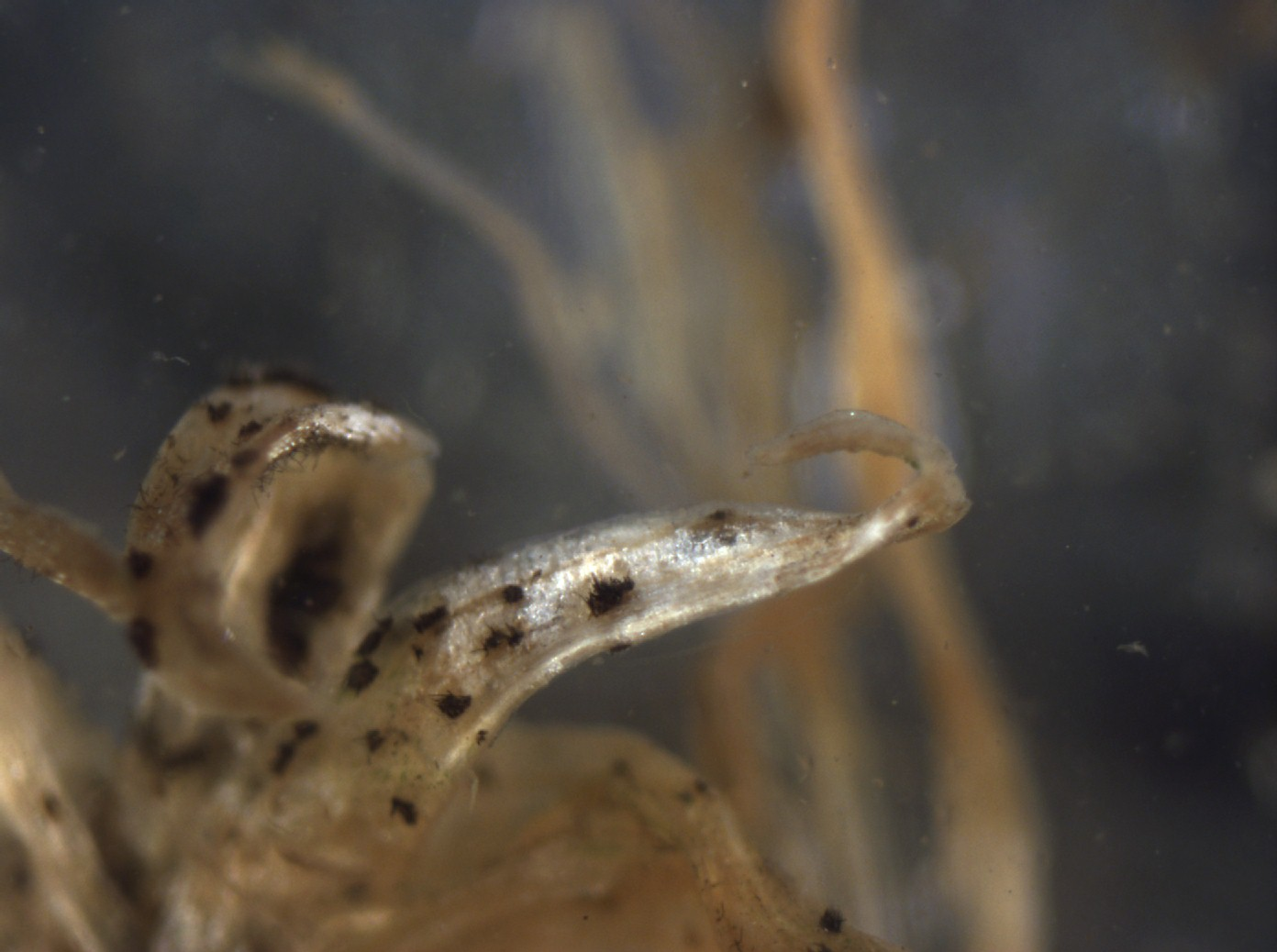
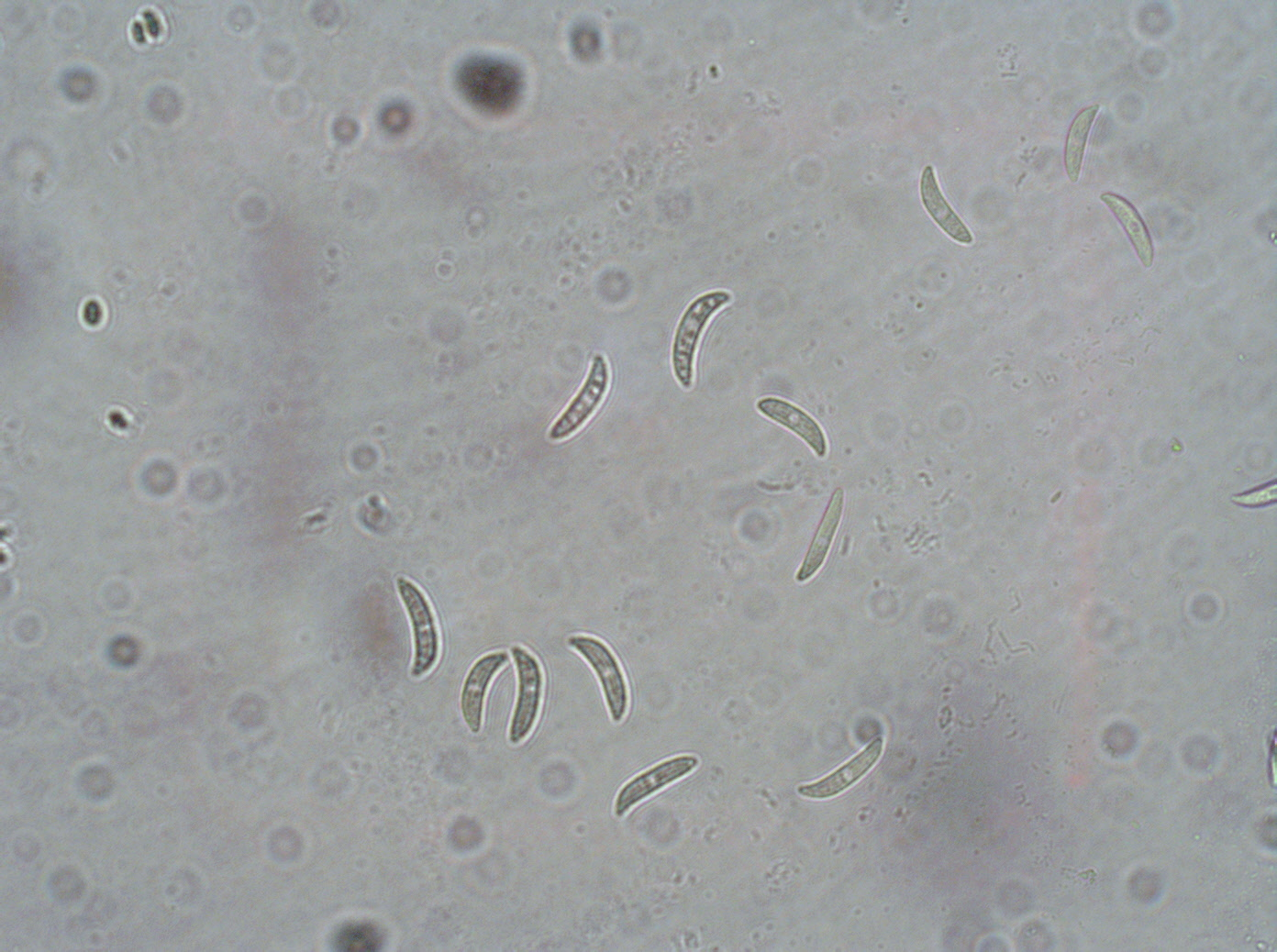
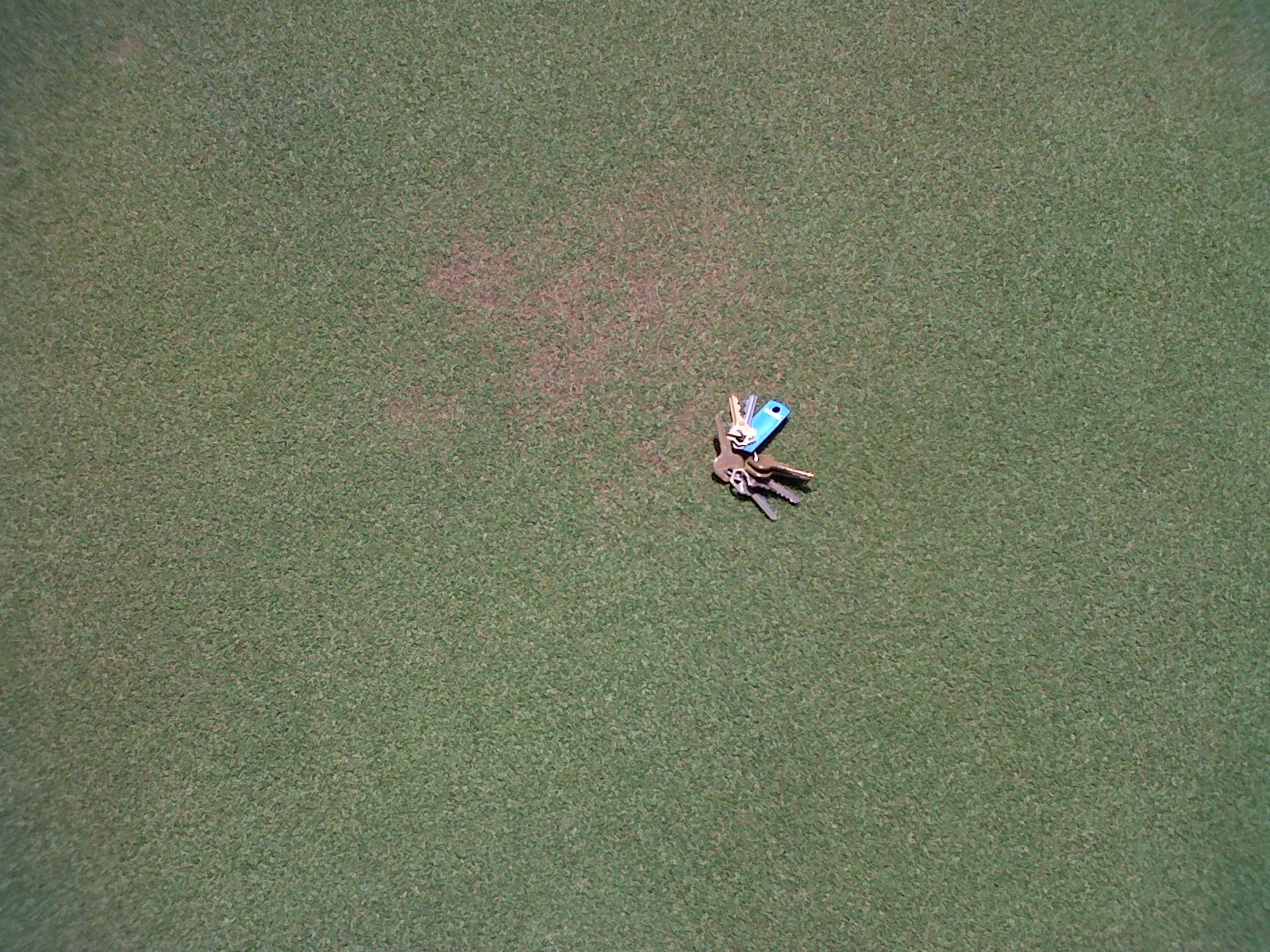